# Quatre Zizis dans la marine
Pour plus de détails, voir Fiche technique et Distribution.
Quatre Zizis dans la marine (Pasqualino Cammarata... capitano di fregata) est un film italo-espagnol réalisé par Mario Amendola et sorti en 1973.

## Synopsis
Pasqualino Cammarata est un officier de la marine italienne qui est mal vu par son amiral. Par pur hasard, il commande un petit remorqueur qui, avec un équipage minable, doit se rendre à Malte. En raison d'un événement imprévu, il s'arrête dans le port espagnol d'Alicante, où les marins italiens feront quelques dommages à cause de leur intérêt pour les filles.

## Fiche technique
- Titre italien original : Pasqualino Cammarata... capitano di fregata
- Réalisation : Mario Amendola
- Scénario : Mario Amendola, Bruno Corbucci, José Luis Piqueras Alcazar
- Genre : comédie
- Maison de production : Colosseo Artistica (Rome) - Hesperia Films (Madrid)
- Photographie : Francisco Marin
- Montage : Daniele Alabiso
- Musique : Renato Serio
- Décors : Adolfo Cofiño
- Costumes : Pasquale Nigro
- Pays de production :  Italie,  Espagne
- Langue originale : italien
- Année de sortie : 1973
  - Date de sortie en salle en France : 3 décembre 1975[1]

## Distribution
- Aldo Giuffré : Pasqualino Cammarata
- Agata Flori : Dolores
- Ninetto Davoli : Otello Meniconi
- Tano Cimarosa : Patanò
- José Sacristán : Gianni Cuocolo
- Novella Calligaris : elle-même
- Ágata Lys : Novella Ferraris
- Manuel De Benito : matelot Bon
- Mario Carotenuto : amiral Santi
- Sal Borgese
- Stefano Amato : Stefano Peluso (Segantibus)
- Lucia Modugno
- Leo Lenoir
- Renato Baldini
- Iwao Yoshioka : ingénieur japonais
- Gigi Bonos

## Autour du film
Le film a été tourné à Rome et dans la ville d'Alicante.